# 小行星2459
小行星2459（2459 Spellmann）是一颗围绕太阳公转的小行星。1980年6月11日，卡羅琳·舒梅克在帕洛马山发现了此天体。
該小行星以舒梅克的父親倫納德·斯佩爾曼（Leonard Spellmann）命名。
这颗小行星的绝对星等为221.55401等。